# Тенісний корт

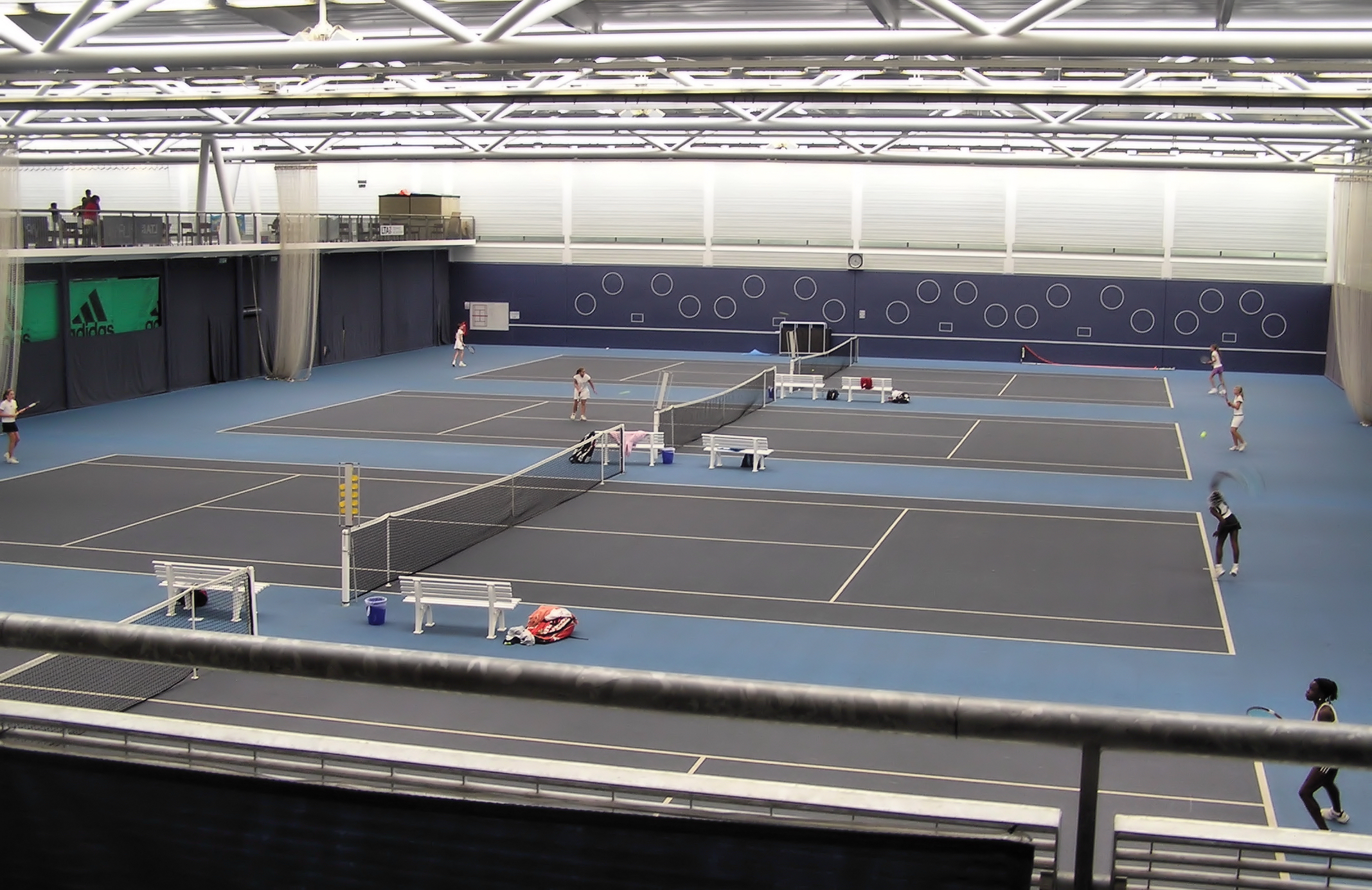
Тенісний корт

Корт — рівний, прямокутний майданчик для гри в теніс.

## Історія
Першими тенісними кортами стали майданчики з трав'яним покриттям, які знаходилися на території крокетних галявин. Догляд за станом поверхні таких кортів, після ігор, був дуже трудомістким, тому що під час гри відбувалося інтенсивне витоптування поверхні і потрібен був час для відновлення трави. Поступово почали з'являтися окремі майданчики з ґрунтовим покриттям.
Родоначальниками сучасних ґрунтових кортів були корти з натуральної глини (англ. Clay Court). Час появи кінець 19-го сторіччя. Корти такого типу будували плоскими без ухилу, з-під поверхневим дренажем, але навіть невеличкий дощ міг вивести такий корт із ладу на 2-3 доби. Попри це глинисті корти були популярнішими за трав'яні або корти з піску, асфальту та бетону. Дотепер корти такого типу будують і використовують в Мексиці та країнах Південної Америки. Clay Court м'який і твердий одночасно — м'які для ніг і тверді для м'яча.
В 1909, Британська фірма EN TOUT CAS (від французького «для будь-якої погоди») розв'язує проблему поверхневого дренажу, додаючи у верхній, глинистий шар цегельну крихту. Цегельна крихта значно збільшує проходження води через поверхню корту. Ця концепція одержала назву англ. Fast-Dry Court (швидко висихаючі корти). Ці корти були твердішими, мали інший відскок м'яча і дуже швидко відновлювалися після дощу. В 1920 концепція Fast-Dry Court поширюється Європою, однак у Франції, Іспанії та Італії корти залишаються за властивостями ближчими до Clay Court і часто називаються Continental Clay (Європейська глина). Це пов'язано з помірною погодою та відсутністю частих дощів, Fast-Dry Court маючи пористу структуру висихали занадто швидко.
В 1928 американський будівельник з Нью-Йорка Ґенрі Робінсон (англ. H.A. Robinson) розробив новий склад теніситу. Використовуючи точно подрібнений кам'яний відсів, одержав матеріал зелених кольорів Har Tru (назва від ініціалів Робінсона). Цей матеріал використовують для будівництва кортів донині. Пізніше з метою зменшення пористості покриття почали використовувати ухил майданчика для скидання зайвої води.
На початку 1980-х попит на ґрунтові корти в спекотних, сухих штатах Флориди, Аризони, Каліфорнії призвів до розробки підповерхневих зрошувальних систем «Гідро-Корт» (англ. Hidro-Curt). Ця система капілярного поливу знижувала водоспоживання та витрати на обслуговування корту.
На початку 1970 з'явилися штучні синтетичні ґрунтові корти. Для їхнього будівництва використовували поліуретанові гумові гранули, розсипані тонким шаром по асфальтовій або бетонній поверхні корту. За простотою догляду та відсутністю поливу, корти зберігали деякі властивості ґрунтових кортів. У цей час ці корти досить популярні в США.
В Європі одержали поширення так звані тафтингові — спеціальні килимові покриття для залів з поверхневим шаром з кольорового гумового грануляту. На такому покритті підошва контактує з килимом лише на 80 %, тому з'являвся ефект проковзування, аналогічний «ґрунтовому». Швидкість відскоку м'яча на килимі, напевно, найповільніша з усіх можливих у порівнянні з іншими типами покриття. Поєднання кольорів гумового грануляту та килима створюють чудовий естетичний ефект.

## Розміри

Розміри тенісного корту

Розміри та лінії на тенісному корті вказані на рисунку праворуч. Усі довжини наведені у футах. Навколо корту повинен бути вільний простір для забігання гравців. Довжина корта — 78 футів (23,77 м), ширина — 27 футів (8,23 м) (для одиночної гри) або 36 футів (10,97 м) для парної гри.
Дві половини корту розділяє сітка заввишки 3 фути в центрі та 3 фути 6 дюймів біля стовпчиків. Сітка повинна бути розташована таким чином, щоб повністю закривала простір між двох стовпів і малий розмір вічок такої величини, щоб м'яч не міг пролетіти крізь них. У центрі сітка повинна бути обмежена ременем на висоті 3 футів (0,914 метра). Металевий кабель і верх сітки повинні бути закриті тканинною смугою. Ремінь і смуга тканини повинні бути повністю білих кольорів.
- максимальний діаметр металевого троса повинен бути 1/3 дюйма (0,8 см).
- максимальна ширина ременя повинна бути 2 дюйми (5 см).
- ширина смуги тканини повинна бути між 2 дюймами (5 см) та 2,5 дюймами (6,35 см) з кожного боку.

Для парного матчу центри стовпчиків кріплення сітки повинні перебувати на відстані 3 фути (0,914 м) із зовнішнього боку кожної бічної лінії парного корту.
Для одиночного матчу, якщо використовують одиночну сітку, центри стовпчиків кріплення сітки повинні перебувати на відстані 3 фути (0,914 м) із зовнішнього боку кожної бічної лінії одиночного корту. Якщо використовують сітку для парної гри, тоді вона повинна бути на висоті 3,5 фута між двома одиночними стійками, центри яких повинні бути розташовані на відстані 3 фути (0,914 м) із зовнішньої сторони кожної бічної лінії одиночного корту.
- Площа перетину стовпа кріплення сітки не повинна бути більше 6 кв.дюймів (15 кв.см) або 6 дюймів (15 кв.см) у діаметрі.
- Площа перетину одиночної стійки не повинна бути більше 3 кв.дюймів (7,5 кв.см) або 3 дюймів (7,5 кв.см) у діаметрі.
- Стовп кріплення сітки і одиночна стійка не повинні виступати над металевим тросом сітки більш ніж на 1 дюйм (2,5 см).

Лінії в торцях корту називаються задніми лініями, а лінії з боків корту називаються бічними лініями.
Дві лінії повинні бути накреслені між одиночними бічними лініями на відстані 21 фута (6,40 м) з обох боків від сітки паралельно до ней. Ці лінії називаються лініями подачі. Область між лініями подачі з кожного боку від сітки повинні бути поділені на дві рівні частини, квадрати подачі, центральною лінією подачі. Центральна лінія подачі повинна бути накреслена паралельно одиночним бічним лініям і посередині між ними.
Кожна задня лінія повинна бути поділена навпіл центральною влучною, завдовжки 4 дюйми (10 см), і повинна бути накреслена всередині корту паралельно одиночним бічним лініям.
- Центральна лінія подачі та центральна мітка повинні бути завширшки 2 дюйми (5 см).
- Ширина інших ліній корту може бути між 1 дюймом (2,5 см) і 2 дюймами (5 см). Ширина задніх ліній може бути до 4 дюймів (10 см).

Усі виміри корту повинні вестися по зовнішніх краях ліній, а всі лінії корту повинні бути одного кольору, контрастного з кольорами покриття.
Будь-яка реклама на корті, сітці, ремені, смужці, стовпах кріплення сітки, одиночних стійках не дозволяється.
Лінії вважаються полем. Якщо м'яч зачепив лінію хоча б на волосину, він вважається в полі. На трав'яних і ґрунтових кортах лінії висипаються крейдою, на кортах із синтетичним покриттям вони наносяться білою фарбою. На важливих змаганнях на кожну з ліній виставляється окремий суддя, який визначає чи м'яч потрапив у поле. Ґрунтові корти мають ту перевагу, що на них видно відбиток м'яча і гравець може опротестувати рішення лінійного судді. На трав'яних кортах допоміжним фактором є легенька хмарка крейди, яка здіймається над лінією, якщо м'яч потрапив у неї. Починаючи з 2006 року на деяких кортах запроваджена комп'ютерна система «Hawk eye» (Яструбине око), яка допомагає визначити траєкторію м'яча та факт попадання чи непопадання в поле.

## Покриття
Корти розрізняються за покриттям. Класичними покриттями вважаються трава та ґрунт, проте в останні роки виникло дуже багато різних синтетичних видів покриття, які вимагають менше догляду, забезпечуючи добру якість поверхні.
Залежно від покриття корти поділяються на швидкі і повільні, залежно від відскоку м'яча. Найшвидшим покриттям із тих, які використовують у турнірній практиці є трава. Найповільнішим — ґрунт. Швидкість корту дає перевагу гравцям із певним стилем, тож кожен тенісист має свої улюблені покриття. Від покриття залежить стиль, тактика, стратегія та видовищність гри.
При всьому різноманітті існуючих на сьогодні покриттів, їх умовно поділяють на чотири види:
- трава (натуральна) — умовно швидке покриття, має низький та непередбачуваний відскок;
- ґрунт — повільне покриття;
- хард — швидке покриття;
- килим — покриття для залів, може бути як швидким так і повільним.

З 69-и турнірів АТР, у 2008, 38 турнірів проведено на харді, 24 — на ґрунті, 6 — на траві, 1 — на килимі. Співвідношення щороку може мінятися, але незначно.

### Трав'яні корти

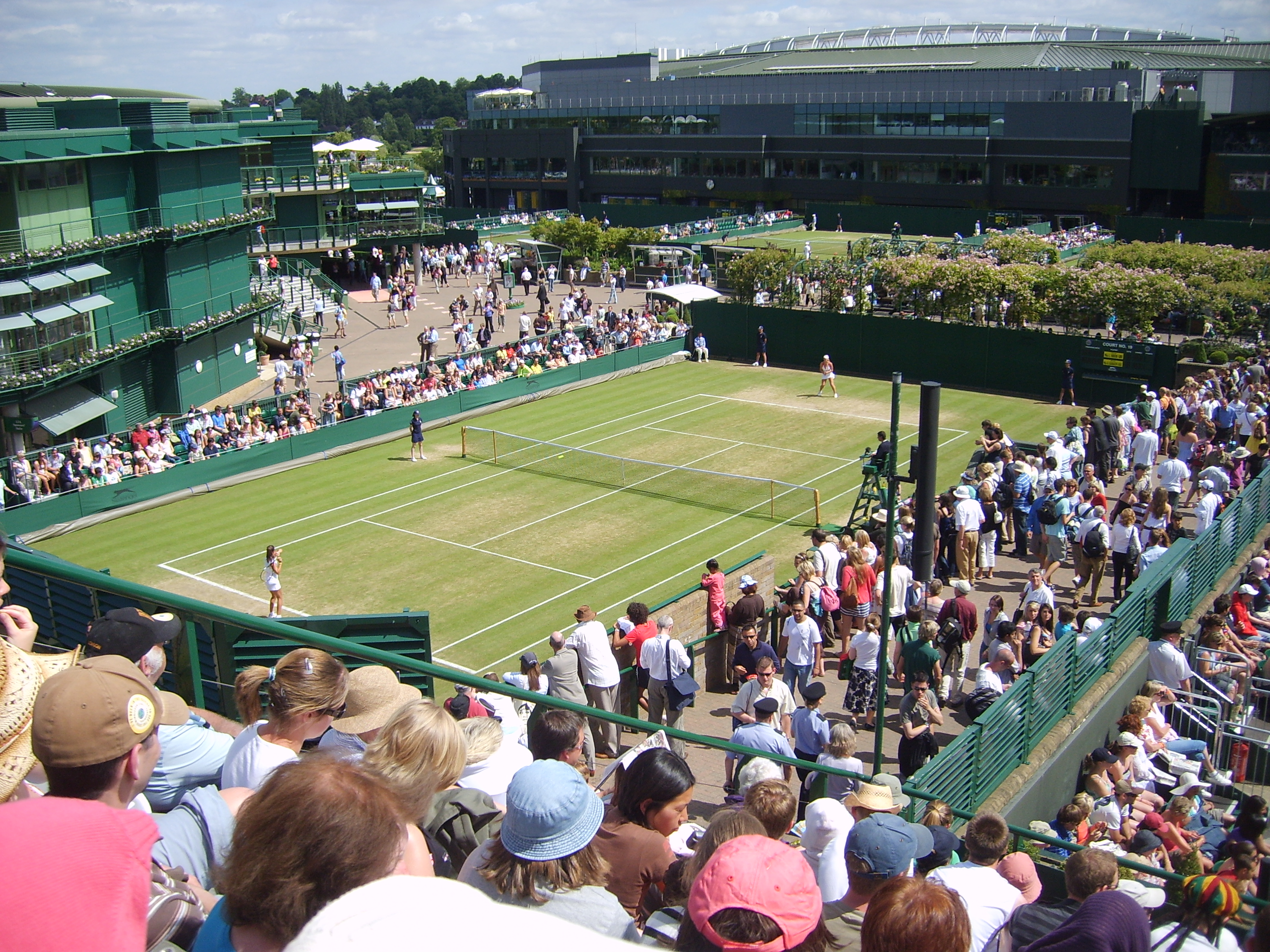
Трав'яний корт на Вімблдоні

Трав'яні корти (англ. Grass courts) використовують для гри в теніс з часу її появи. Назва лаун-теніс походить від англійського слова англ. lawn, «газон, лужок». Висіваються стійкі до витоптування види газонних рослин, наприклад тонконіг лучний. Трав'яні корти відрізняються тим, що їх характеристики можуть змінюватися залежно від стану трави. Є найшвидшими, поступаючись можливо лише кортам з дерев'яним покриттям, які застосовуються в турнірній практиці дуже рідко. В цілому, для трав'яних кортів характерний низький і швидкий відскок м'яча. Крім того, гра додатково ускладнюється нерівностями ґрунту. Традиційно, при грі на трав'яних кортах перевагою є сильна подача і гра в стилі serve and volley (подача м'яча, за якою слідує швидкий вихід гравця до сітки).
На трав'яних кортах проводиться, великий тенісний турнір у Вімблдоні. Найсильнішими гравцями на кортах такого типу традиційно вважаються тенісисти з Австралії і Великої Британії.

### Ґрунтові корти

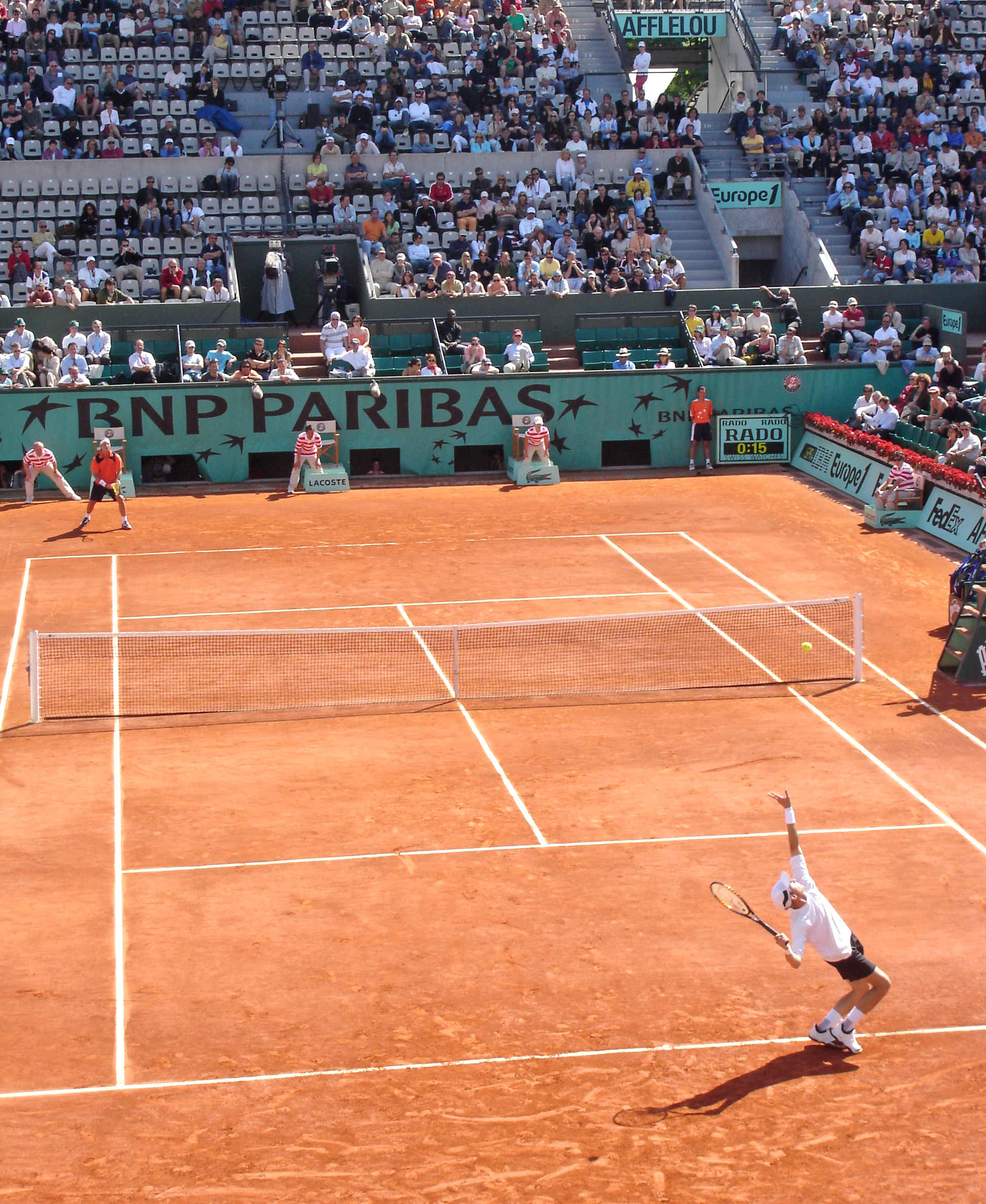
Ґрунтовий корт на Роланд Гарросі

Для покриття ґрунтових кортів (англ. Clay courts) використовують суміші з глини, піску, роздробленої цегли або каменя, часто з додаванням гумової і пластмасової крихти, — дана суміш має назву тенісит. Звичний колір ґрунтових кортів — червоно-коричневий або темно-зелений.
Ґрунтові корти вважаються найповільнішими, з високим відскоком м'яча. Відповідно, і темп гри на них найповільніший, з довгими розіграшами. Тенісисти використовують ковзання при пересуванні по корту й у момент виконання ударів.
Ґрунтове покриття відбудовується як продовження нульового циклу будівництва. На шар щебеню або гравію пошарово підсипається тенісит, і пошарово поливається водою та трамбується. Аналогічно досягається ухил та рівність майданчику.
Ґрунтовим кортам потрібен ретельний догляд — зволоження та вирівнювання. Перед грою корт поливають водою, а на ніч, чи зранку — заливають. Нерівності поверхні роблять відскок інколи непередбачуваним, тому після гри корт розмітають волокушею або спеціальною щіткою.
При появі на корті глибоких западин, слідів від взуття або інших незначних дефектів, корт ремонтують шляхом підсипання теніситу на корт.
Щорічно на весні корти ремонтують шляхом підсипання теніситу на корт і розпушування всієї поверхні.
На ґрунтових кортах можна грати як у сильну спеку, так і при великій вологості, а також під час невеликого дощу, коли покриття корту не зовсім промокло. Після будь-якого дощу корти готові для експлуатації приблизно через годину.
На ґрунтових кортах проводиться Відкритий чемпіонат Франції. Найуспішнішими гравцями на таких кортах традиційно є тенісисти з Іспанії, Франції і Південної Америки.

### Корти з твердим покриттям (хардові)
Корти з твердим покриттям (англ. Hard courts) — середні за швидкістю. У їхній основі  може бути бетон або асфальт, які покриваються зверху синтетичним шаром (останнім часом акриловим), якій надає поверхні забарвлення, а також змінює деякі характеристики відскоку м'яча. На різних типах твердого покриття відскок може дещо варіювати за швидкістю та висотою. Деякі варіанти покриттів отримали свої власні назви, наприклад: Plexipave, Rebound Асі, DecoTurf. Гравці, що мають сильну подачу, як правило, мають перевагу при грі на таких кортах.
Хардові покриття легкі в ремонті і можуть бути легко відремонтовані за рахунок заміни та оновлення поверхневих шарів покриття. Хардові покриття невибагливі у користуванні і не потребують спеціального догляду, що вигідно відрізняє їх від ґрунтових кортів.
На кортах із твердим покриттям проводяться Відкритий чемпіонат Австралії (покриття Rebound Асі) і Відкритий чемпіонат США (покриття DecoTurf), хоча, спочатку, обидва вони проводилися на трав'яних кортах.
Найвідомішими типами покриття є DecoTurf та LAYKOLD.
На покритті DecoTurf проводиться близько 100 професійних тенісних турнірів, включно з US Open. На покриті LAYKOLD проводять турніри NASDAQ-100 OPEN, які вважаються найважливішими після турнірів Великого шолому.
Переваги хардових покриттів:
- покриття забезпечують стабільність при відскоку м'яча;
- застосування додаткових м'яких шарів дозволяє значно поглинути удар стопи до поверхні корта, не впливаючи на інші параметри гри.
- у діапазоні температур від 0-50° С покриття не втрачає своїх параметрів;
- покриття повністю виключає світлові відблиски;
- покриття можуть використовувати, як на закритих, так і відкритих кортах.

### Корти з килимовим покриттям
Корти з килимовими покриттями являють собою тверду основу з укладеним поверх неї синтетичним килимом. Характеристики відскоку м'яча можуть відрізнятися залежно від товщини, структури і матеріалу, з якого виготовлений килим. Оскільки поверхня виходить м'якша, ніж у кортів з твердим покриттям, то і швидкість гри на них дещо нижча. Такі корти, найчастіше, будують усередині приміщень, але існують також корти з штучною травою, які можуть використовувати як усередині приміщень, так і на відкритому повітрі.
Технологічно — покриття являє собою синтетичний килим із ворсом з одного боку. Висота ворсу на килимі може бути різної величини. Покриття поділяються на такі види: засипне, напівзасипне або незасипне.
Пісок, для організації покриття, повинен бути добре просушений та просіяний до певних фракцій і мати піщинки округлої форми певних розмірів.
На території Європи, розповсюджені напівзасипні та засипні корти. Для покриття тенісних кортів застосовується килим з висотою ворсу від 9 до 22 мм. Умови гри на покриттях з різною висотою ворсу та типом підкладки суттєво відрізняються один від одного.
Основним типом підкладки, на якій розміщують штучний трав'яний килим, є бетонний або асфальтований майданчик.
Основні характеристики покриття:
- добре зчеплення поверхні з взуттям спортсмена, що забезпечує можливості повороту та перешкоджає ковзання;
- оптимальний відскок м'яча;
- мінімальне навантаження на опорно-руховий апарат спортсмена;
- якість покриття не змінює своїх властивостей при зміні погодних умов;
- простота утримання та догляду.

### Інші типи покриттів
Існують й інші види поверхонь тенісних кортів, наприклад, асфальтові або дерев'яні покриття, але на офіційних рівнях матчі на них не проводяться.